# Joan Torner i Corcoy
Joan Torner i Corcoy (Tordera, 14 de novembre de 1961) és un exjugador i exentrenador d'hoquei sobre patins català.

## Trajectòria esportiva
Començà i acabà la seva etapa com a jugador al Club Patí Tordera, jugant també quatre temporades al Futbol Club Barcelona, quatre a l'Ateneu Agrícola Noia (actual Club Esportiu Noia) i una al Club Patí Vic. Pel que fa a clubs, ha guanyat 16 títols majors. Fou 46 vegades internacional amb la selecció espanyola.
Es va retirar l'any 1995. Posteriorment va ser entrenador del CP Malgrat, Blanes HC, CP Tordera i als clubs base del SHUM Maçanet i president de la Fundació Amics de Joan Petit Nens amb Càncer.
És germà de Josep Enric Torner, també gran jugador.

## Palmarès com a jugador

### FC Barcelona
- 3 Copes d'Europa (1983-84, 1984-85)
- 1 Recopa d'Europa (1986-87)
- 2 Lligues espanyoles / OK Lligues (1983-84, 1984-85)
- 3 Copes espanyoles / Copes del Rei (1984-85, 1985-86, 1986-87)
- 3 Supercopes d'Europa (1983-84, 1984-85, 1985-86)

### CE Noia
- 1 Copa d'Europa (1988-89)
- 1 Recopa d'Europa (1987-88)
- 1 Lliga espanyola / OK Lliga (1987-88)
- 1 Supercopa d'Europa (1988-89)
- 1 Lliga catalana (1989-90)